# Chuks Aneke
Chukwuemeka Ademola Amachi Aneke (* 3. července 1993, Londýn, Spojené království) je anglický fotbalista nigerijského původu, který v současnosti hraje za anglický klub Crewe Alexandra FC, kde je na hostování z Arsenalu.